# Алламанда
Аллама́нда (лат. Allamánda) — род цветковых растений семейства Кутровые (Apocynaceae).
Род назван в честь швейцарского ботаника, профессора Лейденского университета Фредерика-Луи Алламанда (1736 — 1809).

## Распространение и экология
Представители рода распространены в Южной Америке, особенно в Бразилии.

## Ботаническое описание
Большая часть видов — кустарники
Листья супротивные или расположенные в розетке.
Цветки собраны в кудрявую кисть, большие, жёлтые или фиолетовые, состоят из пятилопастной чашечки и пятерного венчика, соединённого книзу наподобие воронки или колокольчика, пяти свободных тычинок и одногнёздой завязи.
Коробочка двустворчатая, колючая, с многочисленными семенами, заключающими мясистое содержимое.

## Виды

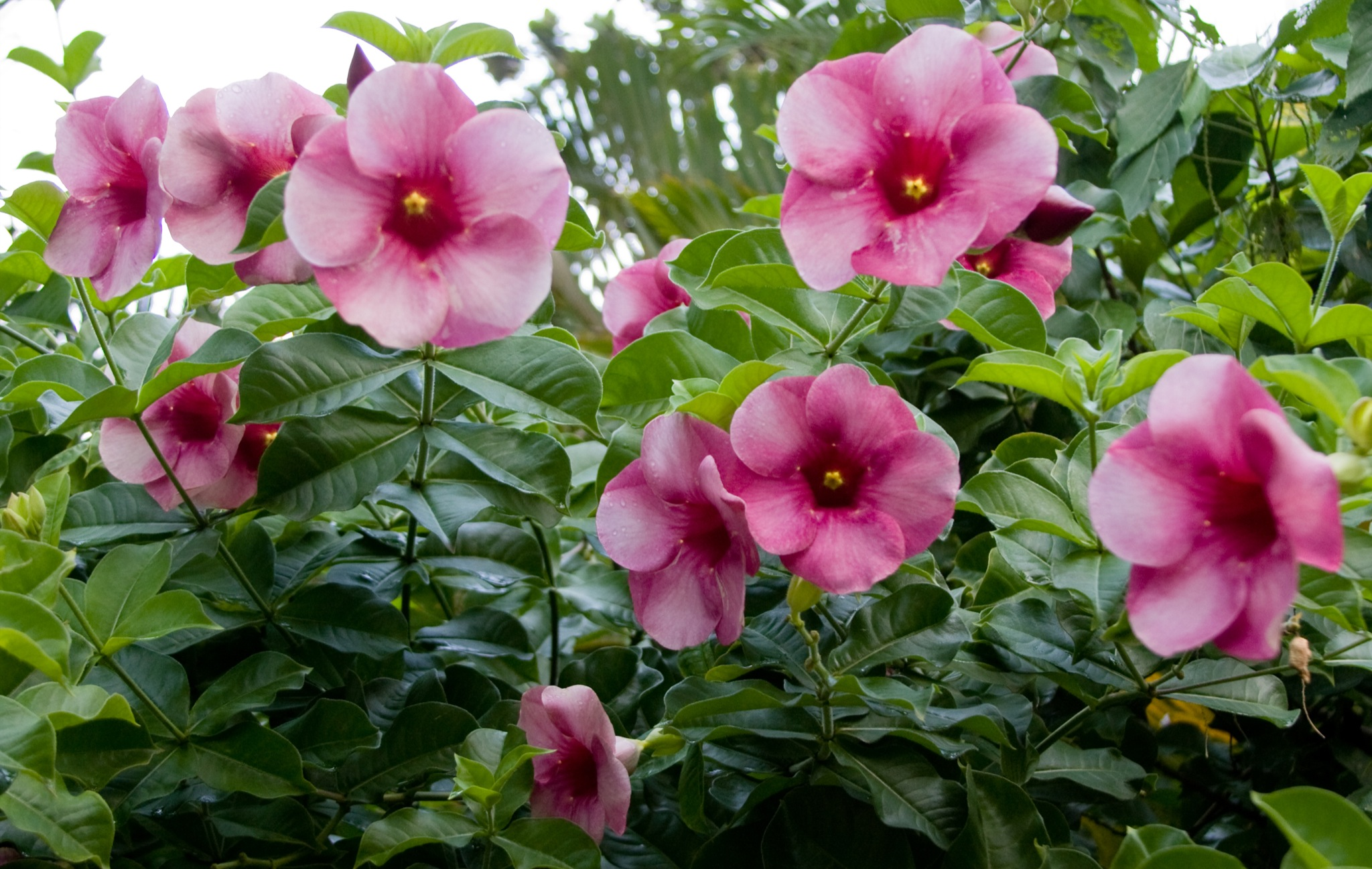
Алламанда Бланше (Allamanda blanchetii)

По информации базы данных The Plant List, род включает 15 видов:
- Allamanda angustifolia Pohl
- Allamanda blanchetii A.DC. — Алламанда Бланше
- Allamanda calcicola Souza-Silva & Rapini
- Allamanda cathartica L. — Алламанда слабительная
- Allamanda doniana Müll.Arg.
- Allamanda laevis Markgr.
- Allamanda martii Müll.Arg.
- Allamanda nobilis T.Moore
- Allamanda oenotherifolia Pohl
- Allamanda polyantha Müll.Arg.
- Allamanda puberula A.DC.
- Allamanda schottii Pohl — Алламанда Шотта
- Allamanda setulosa Miq.
- Allamanda thevetifolia Müll.Arg.
- Allamanda weberbaueri Markgr.

## Значение и применение
Многие виды служили любимым украшением оранжерей XVIII — XIX веков.